# Trapani
Trapani – miasto i gmina we Włoszech, w regionie Sycylia, w prowincji Trapani.
Według danych na rok 2022 gminę zamieszkiwało 55 335 osób, 202,6 os./km².
Miasto zostało założone przez Elymian. Bogate jest w znaczące zabytki architektoniczne, należą do nich m.in.:
- katedra św. Wawrzyńca (San Lorenzo)
- kościół del Purgatorio
- Santuario dell' Annunziata z XIV w (przebudowane w roku 1760)
- kościół Sant'Agostino z XIV w
- kościół Santa Maria di Gesù
- Fontana di Tritone

W miejscowości znajduje się stacja kolejowa Trapani. Lotnisko Trapani-Birgi znajduje się 13 km na południe od miasta w miejscowości Birgi.

## Galeria zdjęć

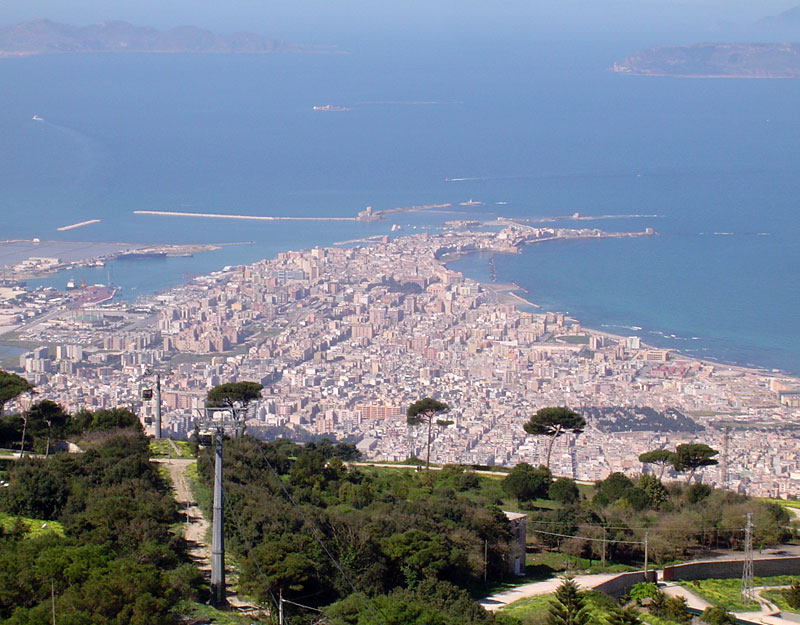
Widok na miasto od strony Erice
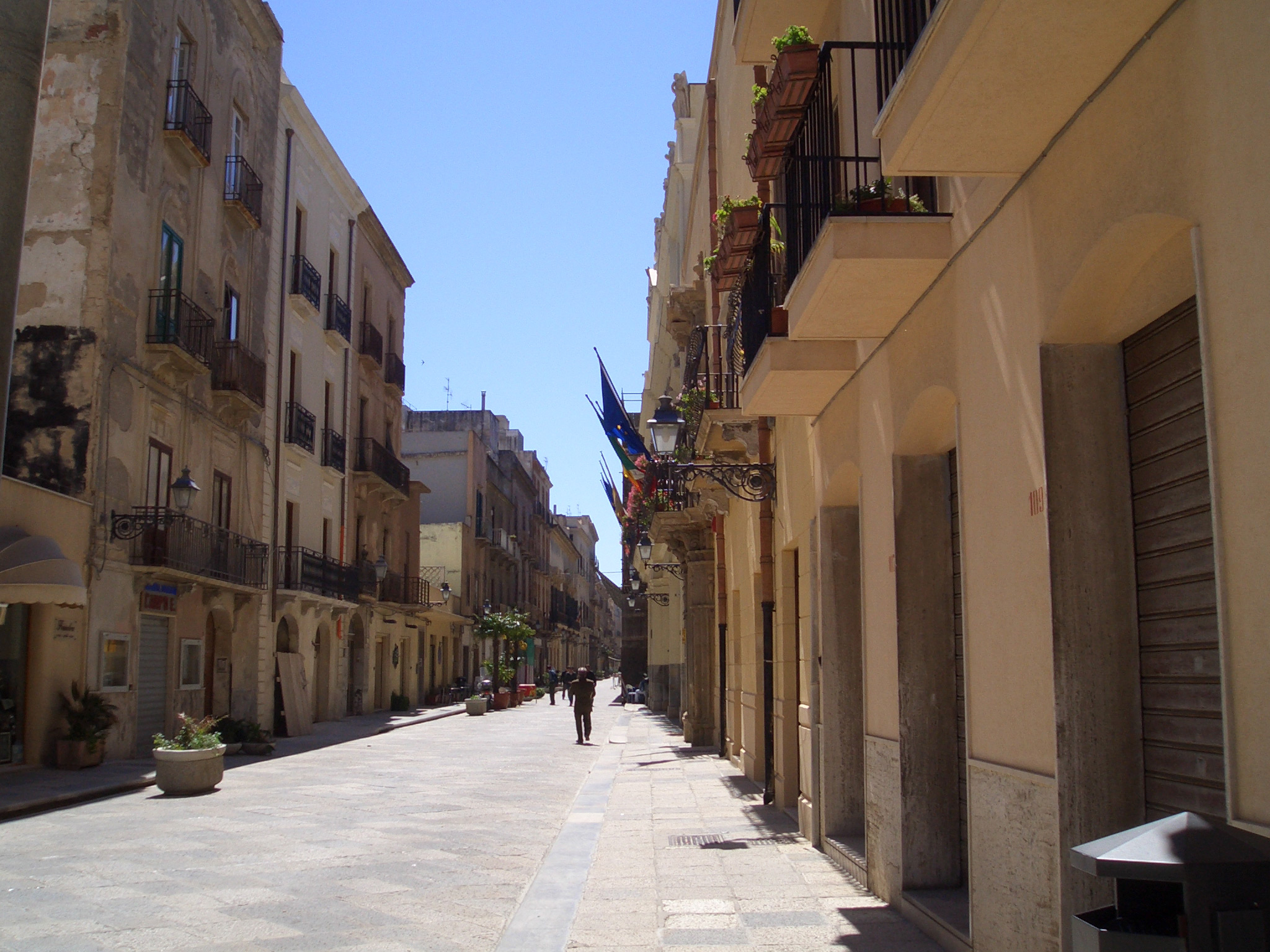
Via Garibaldi
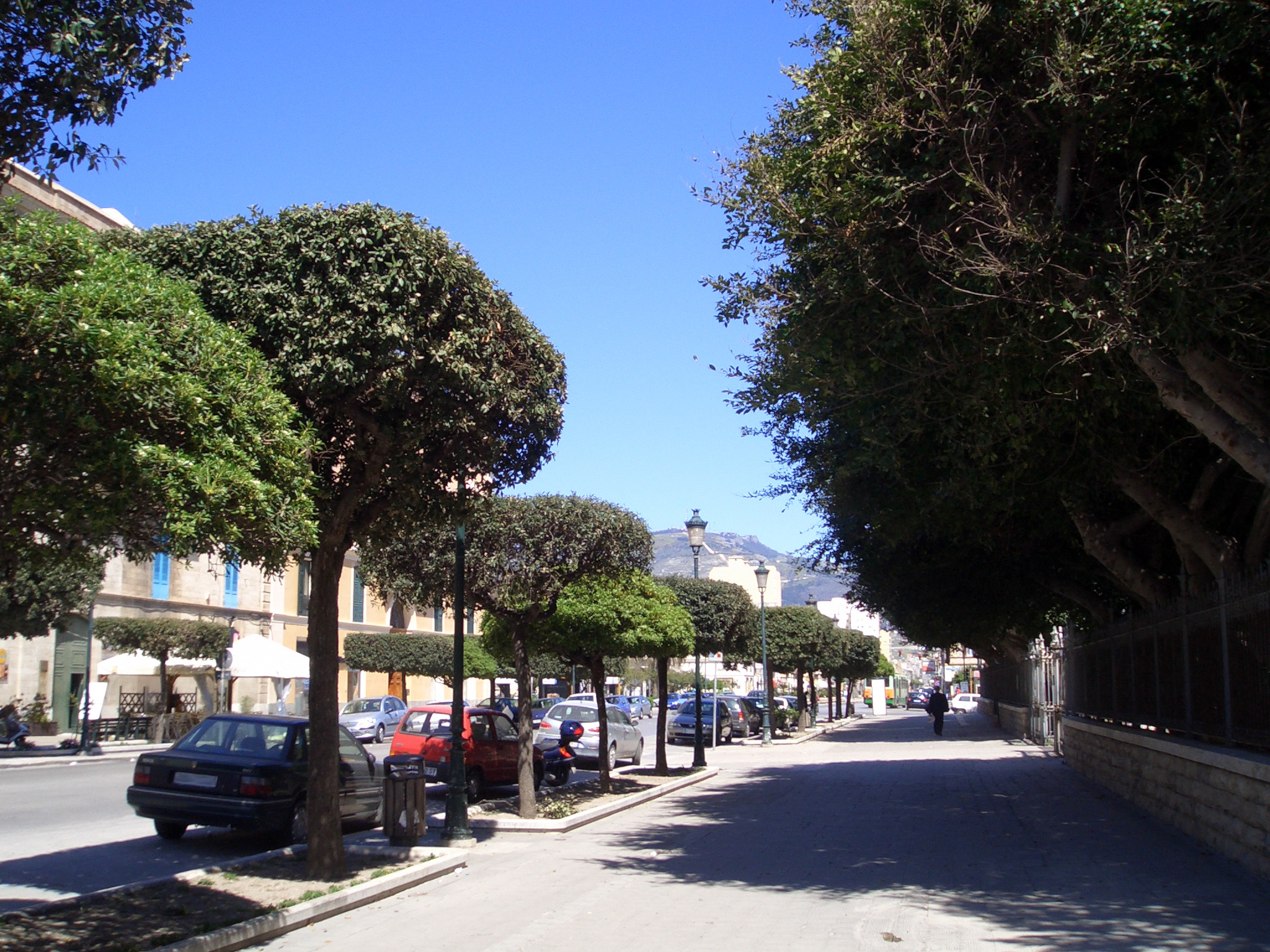
Via Regina Margherita
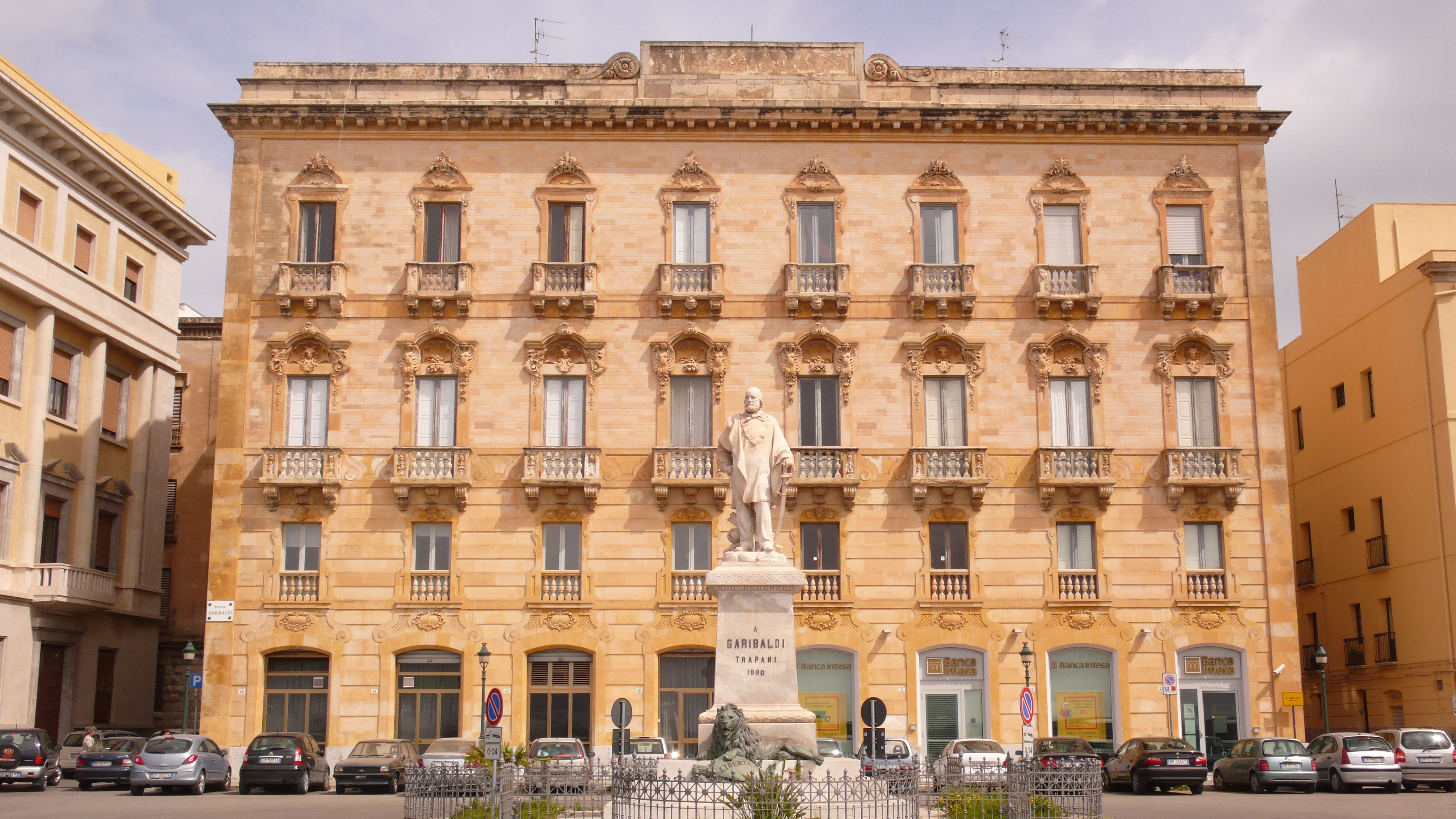
Piazza Garibaldi
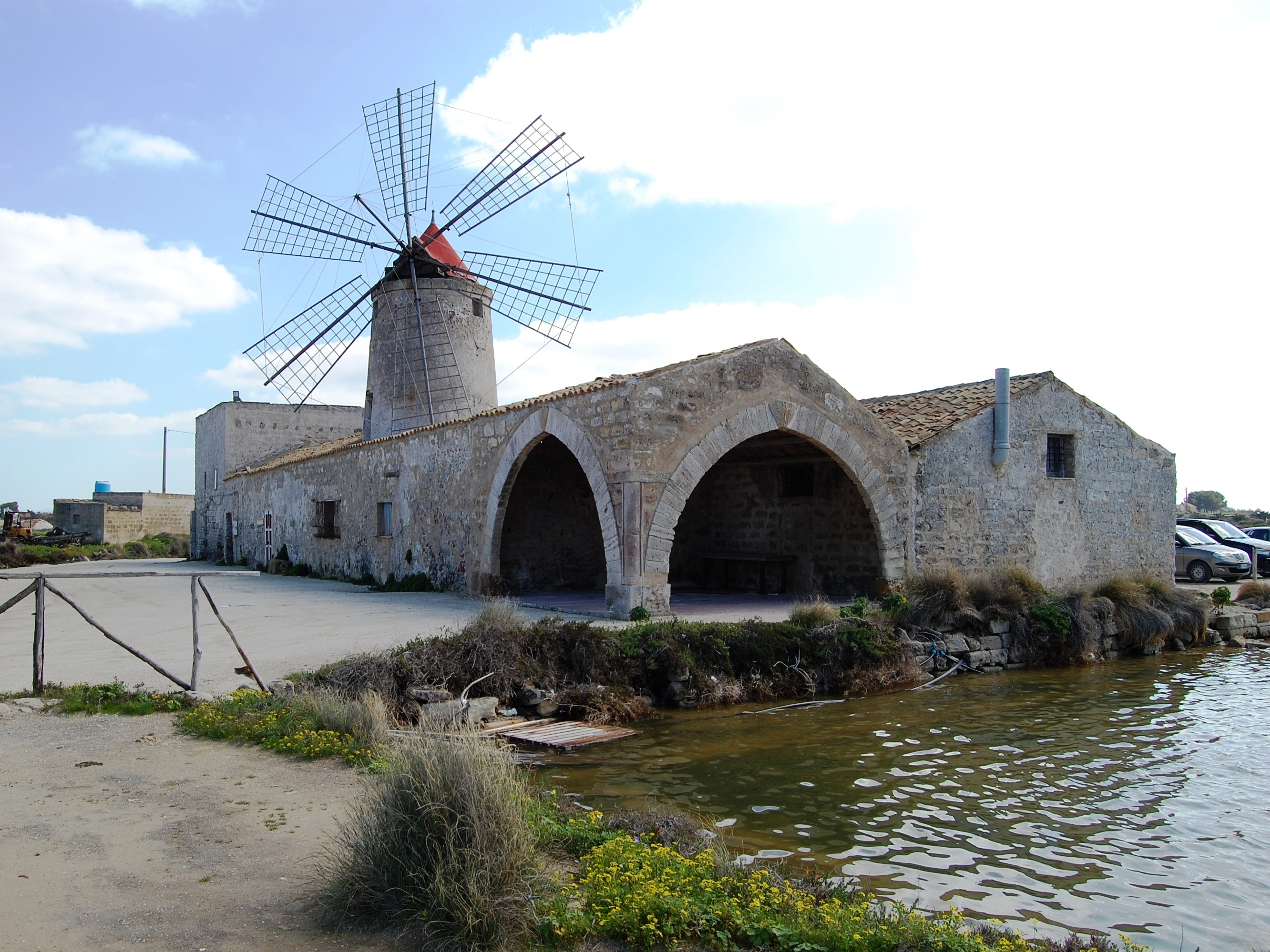
Museo del sale
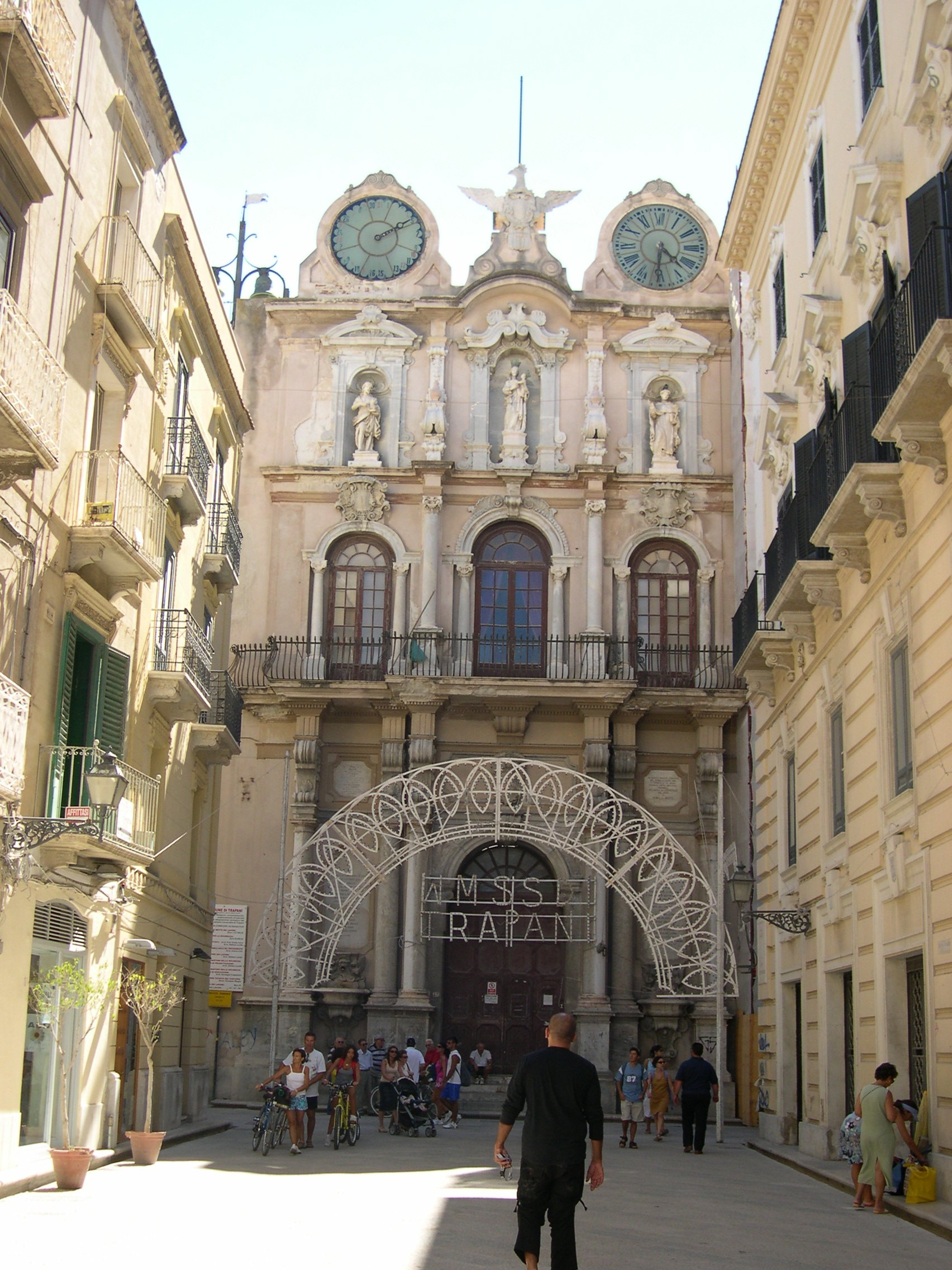
Ratusz
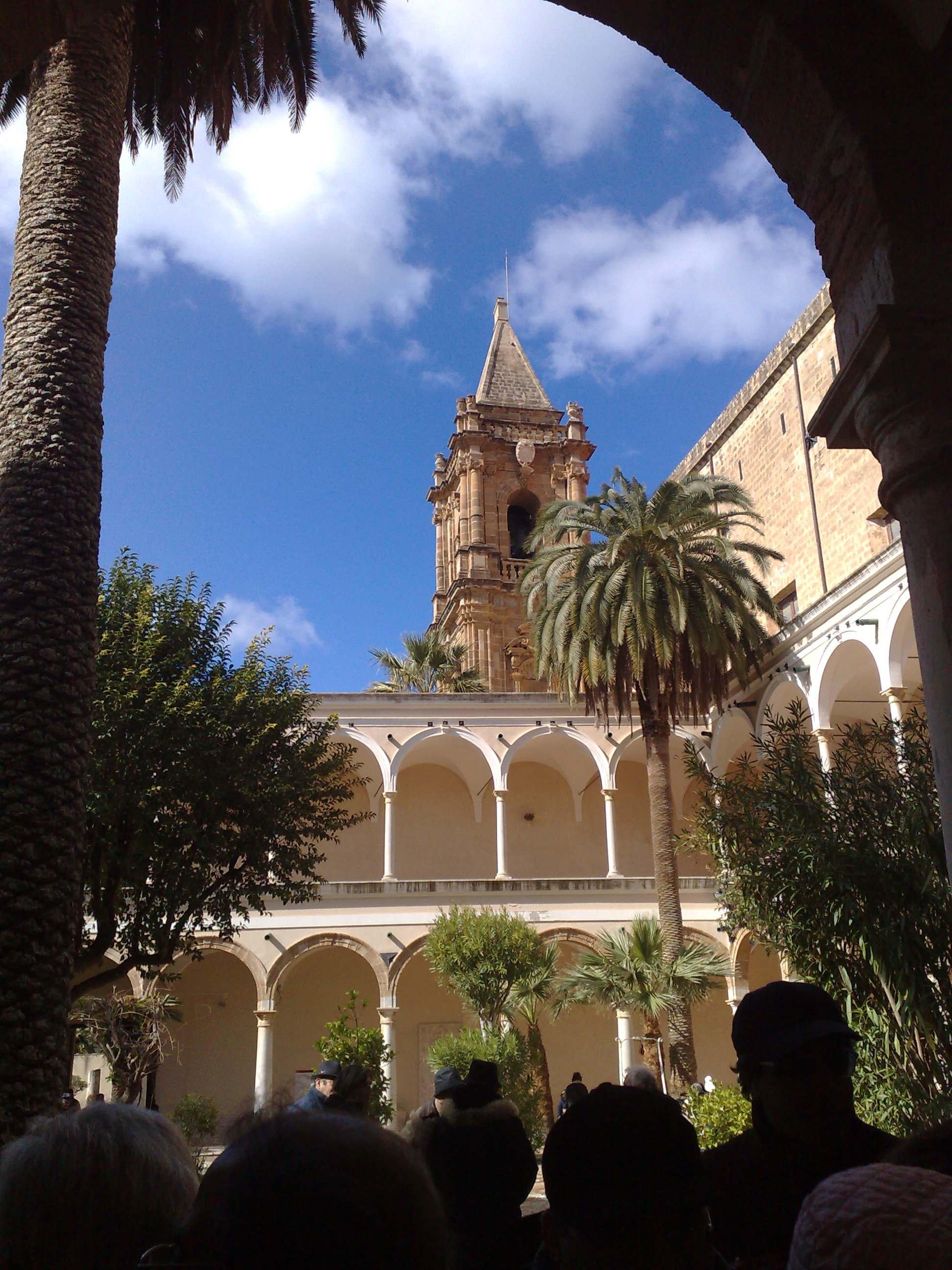
Museo Pepoli, w tle dzwonnica Santuario dell' Annunziata
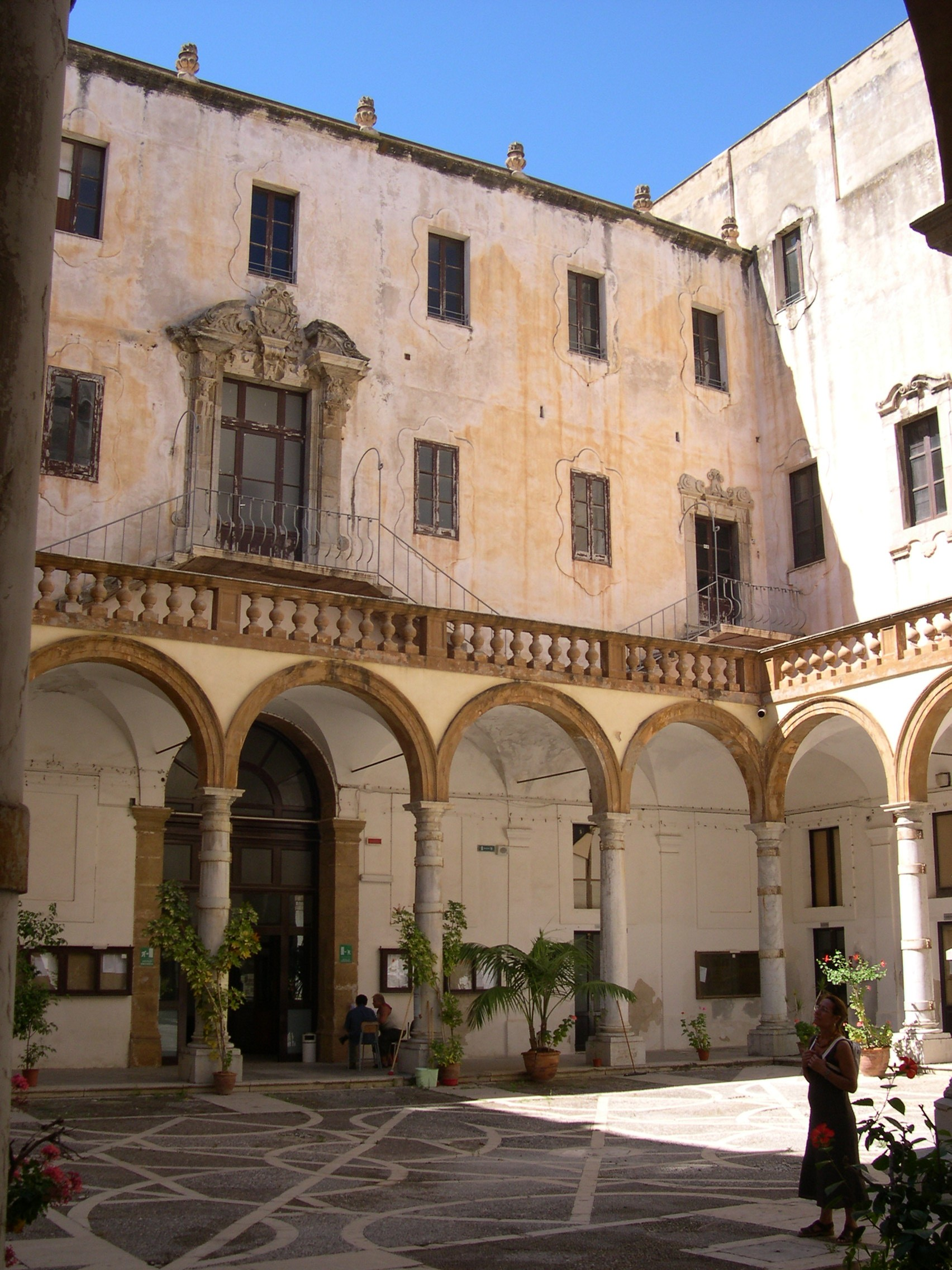
Dziedziniec klasztoru jezuitów
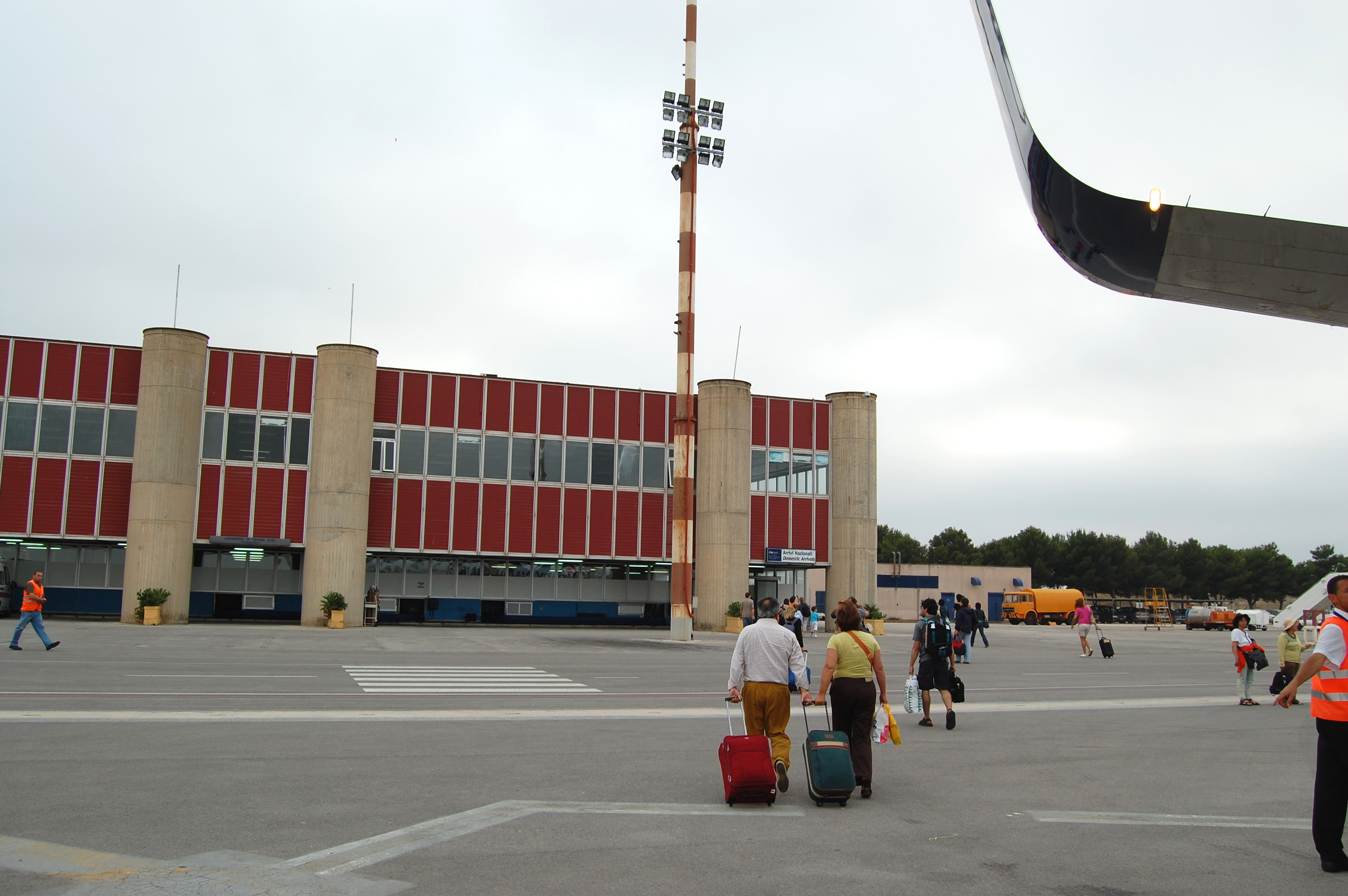
Lotnisko Trapani-Birgi
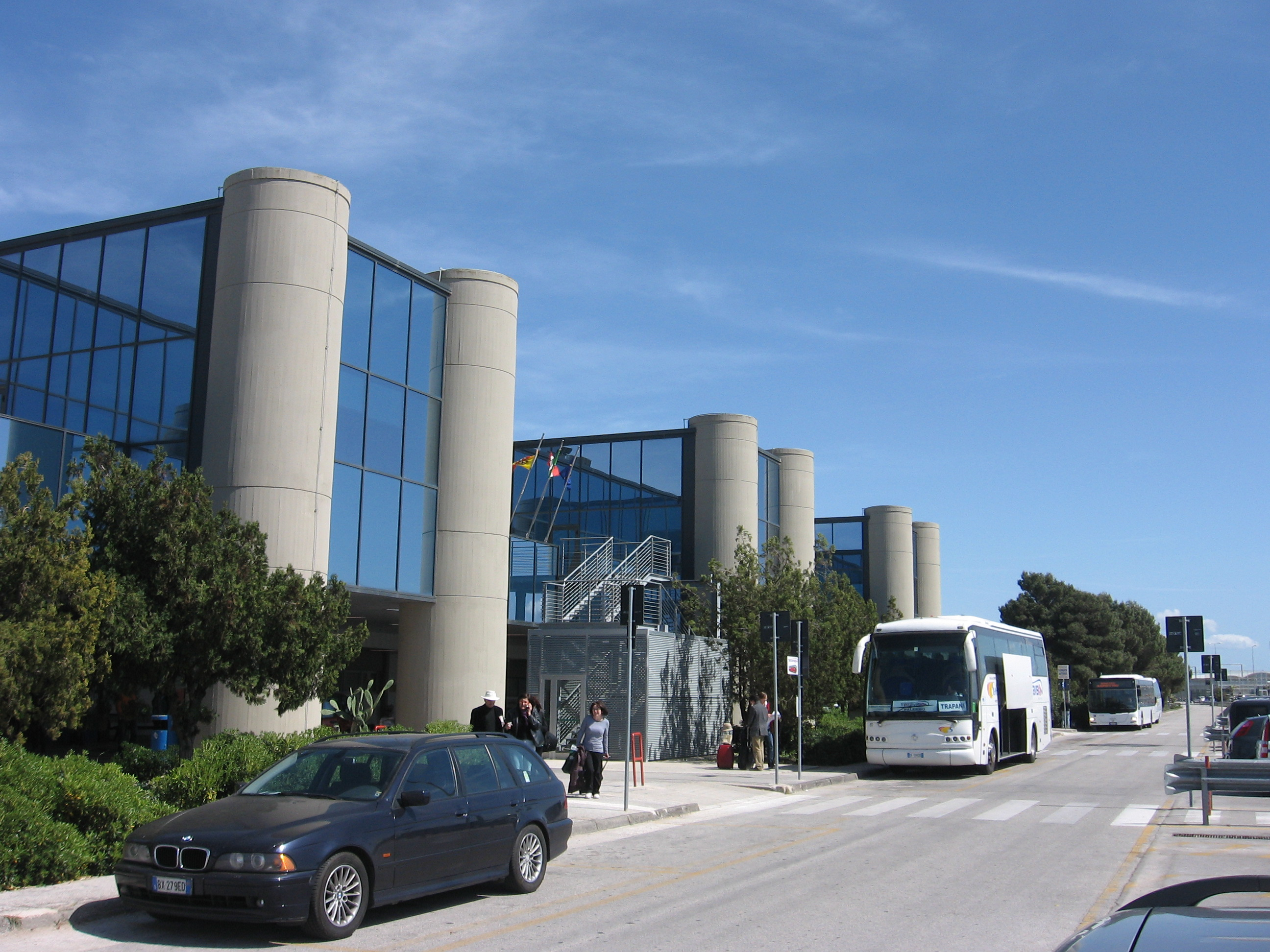
Port lotniczy Trapani-Birgi
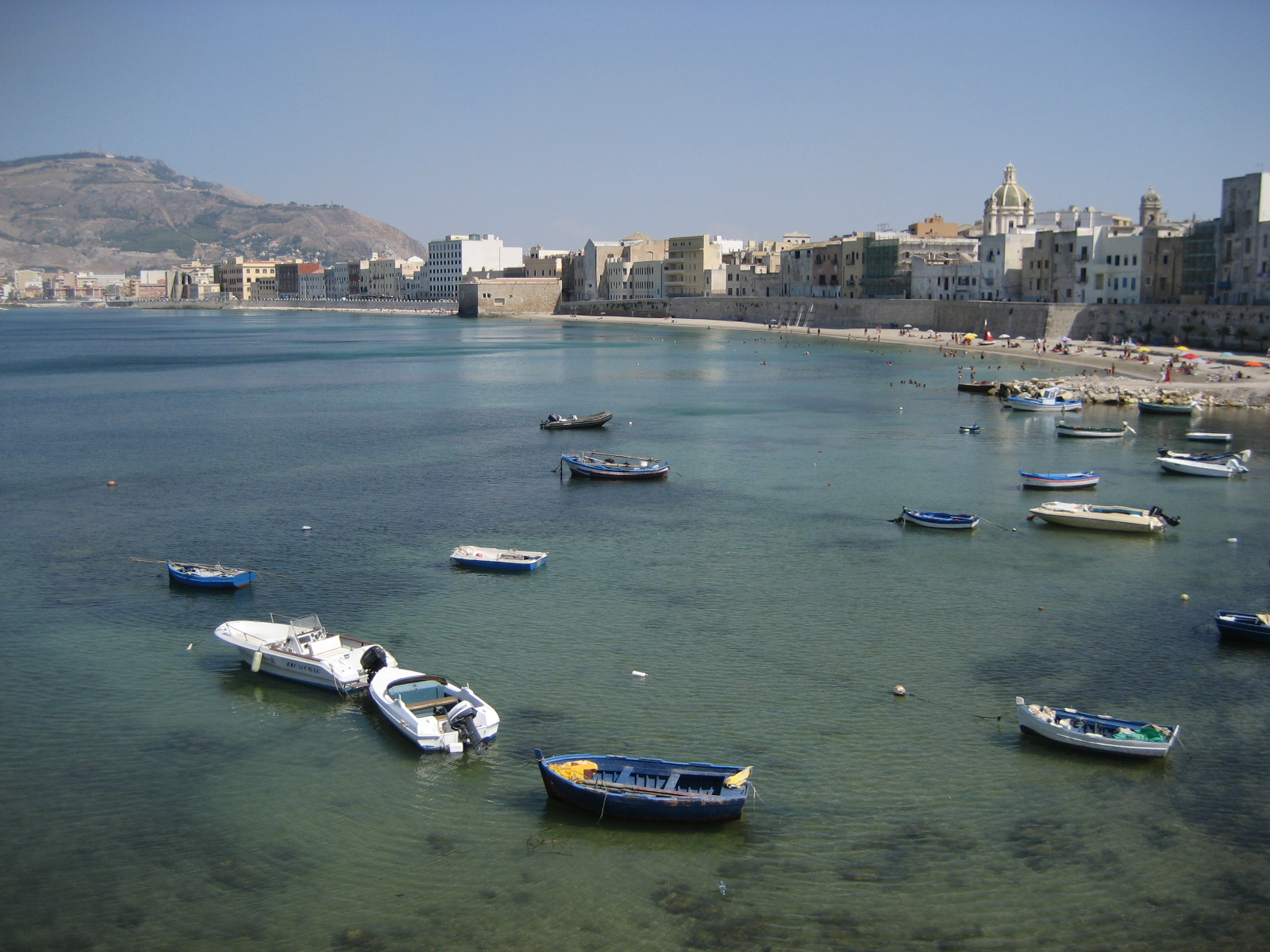
Historyczne centrum Trapani
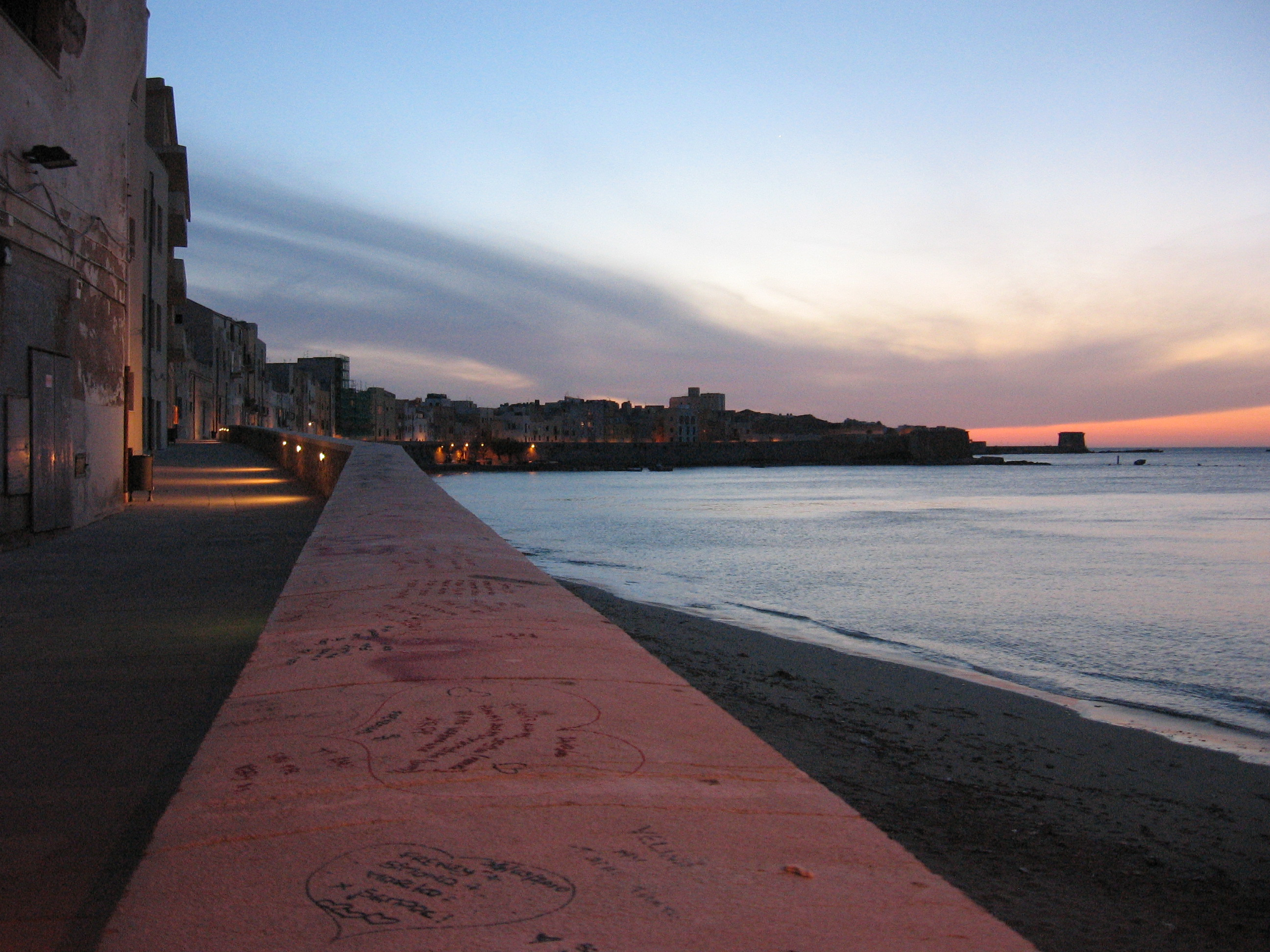
Widok na Trapani

## Miasta partnerskie
- Rumunia: Konstanca
- Francja: Les Sables-d’Olonne